# Konventionen om pensionsförsäkring vid industriarbete m.m.
Konventionen om pensionsförsäkring vid industriarbete m.m. (ILO:s konvention nr 35 angående pensionsförsäkring vid industriarbete m.m., Convention concerning Compulsory Old-Age Insurance for Persons Employed in Industrial or Commercial Undertakings, in the Liberal Professions, and for Outworkers and Domestic Servants) är en konvention som antogs av Internationella arbetsorganisationen (ILO) den 29 juni 1933 i Genève. Konventionen ställer krav på medlemsstaterna att tillhandahålla ett fungerande system för pensionsförsäkring för industriarbetare. Konventionen består av 30 artiklar.

## Ratificering
Konventionen har ratificerats av 11 stater, varav en har sagt upp den i efterhand.
Konventionens kom sedan 1967 att bli en del av konventionen ILO Convention C128, Invalidity, Old-Age and Survivors' Benefits Convention, 1967, och är sedan dess vilande.